# Guillermo Guzmán Manzaneda
Guillermo Guzmán Manzaneda (Huancayo, 1 de enero de 1912 - Huancayo, 15 de junio de 1986) fue un pintor peruano. Es considerado el principal pintor de la ciudad de Huancayo, uno de los más representativos del país y un eximio acuarelista de tendencia indigenista.

## Biografía
Guillermo Guzmán Manzaneda nace en Huancayo el 1 de enero de 1912, hijo de Bernardo Guzmán y Ricardina Manzaneda Montes de Oca. fue el tercer hijo de cuatro hermanos. Entre 1925 y 1934 alterna el trabajo en las minas con viajes a Lima.En 1932 inicia estudios de la especialidad de escultura en la Escuela Nacional Superior Autónoma de Bellas Artes. Ese mismo año pinta un lienzo denominado Huaylarsh Wanka que fue expuesto en 1938 en el "Salón de los Independientes" y ganó un premio de mil soles de oro de la época. En 1935, tras dos años en los que siguió trabajando en las minas de Cerro de Pasco, regresa a Lima y se reintegra a la Escuela de Bellas Artes, esta vez a la especialidad de pintura, donde fue alumno de José Sabogal y Julia Codesido.
Durante su vida artística, desarrollada en su ciudad natal principalmente, fue poco bohemio debido a que tenía diabetes y cuidaba su alimentación. Era coleccionista y aficionado a recorrer el valle del Mantaro para tomar apuntes, hacer dibujos y acuarelas. De contextura gruesa, usaba gruesos mostachos. Mantenía su taller en su casa natal.
Fallece en Huancayo, víctima de una pulmonía, el 15 de junio de 1986 a la edad de 74 años. Fue enterrado, con gran concurrencia, en el Cementerio General de Huancayo

## Obra
Guzmán pintó sobre tela y madera utilizando, principalmente, acuarelas y la técnica del empastado en yute. Uno de los principales motivos de la obra de Guzmán eran los "cristos", pinturas de los cristos crucificados que se veneran en las iglesias de distintos pueblos del valle del Mantaro.
Las obras de Guillermo Guzmán Manzaneda han sido y son expuestas en las galerías más importantes del mundo (Eyes Gallery de Filadelfia, Galería Cayman de Manhattan en Nueva York, Belo Horizonte, Minas Gerais y fueron adquiridas por coleccionistas y celebridades como Walt Disney. En la actualidad, el Museo de Arqueología Catalina Huanca, ubicado en el distrito de Pilcomayo, en la cercanía de la ciudad de Huancayo, alberga la mayor colección de cuadros del pintor, un total de 18 obtenidas todas por compra directa.

## Homenajes
En el año de 1988, el Instituto Nacional de Cultura declaró como Monumento Histórico la casa donde nació y vivió el pintor. En el 2016, la Municipalidad Provincial de Huancayo abrió una sala de exposiciones denominándola en honor del pintor.